# Je croyais que c'était de l'amour
Pour plus de détails, voir Fiche technique et Distribution.
 Je croyais que c'était de l'amour (Pensavo fosse amore... invece era un calesse) est une romance-comédie dramatique italienne sortie en 1991. C'est le dernier film réalisé par Massimo Troisi.

## Synopsis
À Naples, Tommaso et Cecilia sont deux jeunes fiancés, menant une vie sans histoires. Tommaso dispose d'un restaurant à Borgo Marinari, près de Castel dell'Ovo. Amedeo, un ami de Tommaso, est propriétaire d'une librairie à proximité et a une relation avec Chiara, la jeune sœur de Tommaso.
Tommaso et Cecilia sont sur le point de se marier, mais la jalousie excessive de Cecilia va tout gâcher. Lors d'un moment d'intimité, elle est persuadée qu'elle a entendu son mari citer « Elena », le nom d'une autre femme...

## Fiche technique
- Réalisation : Massimo Troisi
- Sujet : Anna Pavignano, Massimo Troisi
- Scénario : Anna Pavignano, Massimo Troisi
- Producteur : Gaetano Daniele, Mario Cecchi Gori, Vittorio Cecchi Gori
- Maison de production : Esterno Mediterraneo Film, Cecchi Gori Group (it)
- Photographie : Camillo Bazzoni
- Monteur : Angelo Nicolini
- Musique : Pino Daniele
- Décors : Francesco Frigeri (it)
- Durée : 113 minutes
- Genre : comédie sentimentale
- Pays de production :  Italie
- Année : 1991

## Distribution
- Massimo Troisi : Tommaso
- Francesca Neri : Cecilia
- Marco Messeri : Enea
- Angelo Orlando : Amedeo
- Natalia Bizzi : Flore

## Distinctions
- David di Donatello - 1992
  - David di Donatello du meilleur acteur dans un second rôle à Angelo Orlando.
- Ruban d'argent - 1992
  - Ruban d'argent de la meilleure actrice à Francesca Neri.
  - Ruban d'argent de la meilleure musique de film à Pino Daniele.
- Globe d'or - 1992
  - Globe d'or de la meilleure musique à Pino Daniele.